# Isser (distrito)
Isser é um distrito localizado na província de Boumerdès, Argélia, e cuja capital é a cidade de mesmo nome, Isser.[carece de fontes?]

## Municípios
O distrito está dividido em quatro municípios:
- Isser
- Si Mustapha
- Chabet el Ameur
- Timezrit